# Senur
Senur is een census town in het district Vellore van de Indiase staat Tamil Nadu.

## Demografie
Volgens de Indiase volkstelling van 2001 wonen er 7558 mensen in Senur, waarvan 51% mannelijk en 49% vrouwelijk is. De plaats heeft een alfabetiseringsgraad van 59%.